# Parti travailliste de Londres
Pour les articles homonymes, voir Labour (homonymie) et Parti travailliste.
Le Parti travailliste de Londres (en anglais : London Labour Party) est un parti politique britannique de centre gauche. 
Il s'agit d'une branche locale du Parti travailliste britannique.

## Résultats électoraux

### Élections générales
| Élection    | Voix      | %    | +/-  | Sièges  | +/-           |
| ----------- | --------- | ---- | ---- | ------- | ------------- |
| 1974 (fév.) | 1 587 065 | 40,4 | 5,3  | 50 / 92 | 5             |
| 1974 (oct.) | 1 540 462 | 43,9 | 3,5  | 51 / 92 | 1             |
| 1979        | 1 459 085 | 39,6 | 4,3  | 42 / 92 | 9             |
| 1983        | 1 031 539 | 29,8 | 9,8  | 26 / 84 | 16            |
| 1987        | 1 136 903 | 31,5 | 1,7  | 23 / 84 | 3             |
| 1992        | 1 332 424 | 37,1 | 5,6  | 35 / 84 | 12            |
| 1997        | 1 643 329 | 49,5 | 12,4 | 57 / 74 | 22            |
| 2001        | 1 306 869 | 47,3 | 2,2  | 55 / 74 | 2             |
| 2005        | 1 135 687 | 38,9 | 8,4  | 44 / 74 | 11            |
| 2010        | 1 245 637 | 36,6 | 2,3  | 38 / 73 | 6             |
| 2015        | 1 545 080 | 43,7 | 7,1  | 45 / 73 | 7             |
| 2017        | 2 087 010 | 54,6 | 10,9 | 49 / 73 | 4             |
| 2019        | 1 810 810 | 48,1 | 6,5  | 49 / 73 | en stagnation |
| 2024        | 1 432 622 | 43,0 | 5,1  | 59 / 75 | 10            |

### Élections européennes
| Élection | Voix    | %    | +/-  | Sièges | +/- |
| -------- | ------- | ---- | ---- | ------ | --- |
| 1979     | 566 525 | 35,0 |      | 1 / 10 |     |
| 1984     | 683 789 | 41,0 | 4,2  | 5 / 10 | 4   |
| 1989     | 778 589 | 41,6 | 0,6  | 7 / 10 | 2   |
| 1994     | 821 876 | 50,2 | 8,5  | 9 / 10 | 2   |
| 1999     | 399 466 | 35,0 | 15,2 | 4 / 10 | 5   |
| 2004     | 466 584 | 24,8 | 10,3 | 3 / 9  | 1   |
| 2009     | 372 590 | 21,3 | 3,5  | 2 / 8  | 1   |
| 2014     | 806 959 | 36,7 | 15,4 | 4 / 8  | 2   |
| 2019     | 536 810 | 23,9 | 12,8 | 2 / 8  | 2   |

### Élections de l'Assemblée de Londres
| Élection | Voix const. | %    | +/-  | Voix reg. | %    | +/-  | Sièges  | +/-        |
| -------- | ----------- | ---- | ---- | --------- | ---- | ---- | ------- | ---------- |
| 2000     | 501 296     | 31,6 |      | 502 874   | 30,3 |      | 9 / 25  |            |
| 2004     | 444 808     | 24,7 | 6,9  | 468 247   | 25,0 | 5,3  | 7 / 25  | 2          |
| 2008     | 673 855     | 28,0 | 3,3  | 665 443   | 27,1 | 2,7  | 8 / 25  | 1          |
| 2012     | 933 438     | 42,3 | 14,3 | 911 204   | 41,1 | 13,5 | 12 / 25 | 4          |
| 2016     | 1 138 576   | 43,5 | 1,2  | 1 054 801 | 40,3 | 0,8  | 12 / 25 | stagnation |
| 2021     | 1 083 215   | 41,7 | 1,8  | 986 609   | 38,1 | 2,2  | 11 / 25 | 1          |
| 2024     | 983 216     | 39,8 | 1,9  | 951 056   | 38,4 | 0,3  | 11 / 25 | stagnation |

### Élections du maire de Londres
| Élection | Candidat        | 1er tour  | %    | 2e tour            | %                  | Notes                                                                                      |
| -------- | --------------- | --------- | ---- | ------------------ | ------------------ | ------------------------------------------------------------------------------------------ |
| 2000     | Frank Dobson    | 223 884   | 13,1 | éliminé            | éliminé            | Présence du travailliste Ken Livingstone candidat indépendant qui est élu maire de Londres |
| 2004     | Ken Livingstone | 685 548   | 36,8 | 828 390            | 55,4               | Victoire travailliste                                                                      |
| 2008     | Ken Livingstone | 893 887   | 37,0 | 1 028 966          | 46,8               | Victoire conservatrice                                                                     |
| 2012     | Ken Livingstone | 889 918   | 40,3 | 992 273            | 48,5               | Victoire conservatrice                                                                     |
| 2016     | Sadiq Khan      | 1 148 716 | 44,2 | 1 310 143          | 56,8               | Victoire travailliste                                                                      |
| 2021     | Sadiq Khan      | 1 013 721 | 40,0 | 1 206 034          | 55,2               | Victoire travailliste                                                                      |
| 2024     | Sadiq Khan      | 1 088 225 | 43,8 | Pas de second tour | Pas de second tour | Victoire travailliste                                                                      |